# موشک‌های سری تور

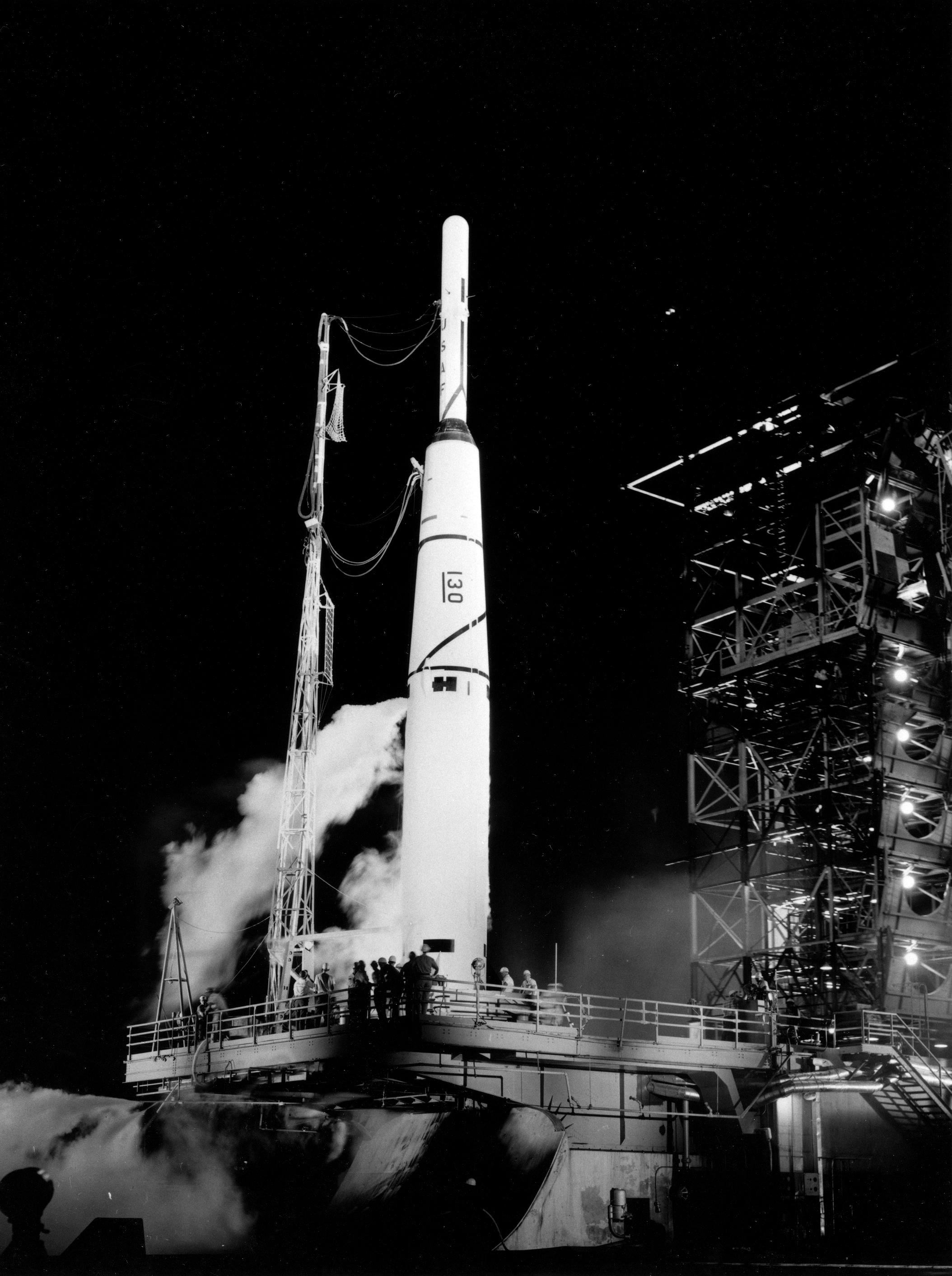
Thor Able with Pioneer 1 at Cape Canaveral in Florida

موشک‌های سری تور (به انگلیسی: Thor) نوعی موشک حامل هستند که در حمل موشک‌های بالستیک میان برد استفاده می‌شوند.این موشک‌ها برای حمل موشک‌های سری دلتا استفاده می‌شوند.